# Nossas Canções Preferidas
Nossas Canções Preferidas é o décimo-terceiro álbum de estúdio da dupla sertaneja brasileira Chitãozinho & Xororó, lançado em 1988 pela gravadora Copacabana. A música "Galopeira", que foi gravada inicialmente no primeiro disco, em 1970, teve sua recriação nesse disco, "Manhã de Sol" também, de 1976, foi regravada. A música "Será Que Eu Sou" foi regravada em 2006. Outra regravação destacada no álbum foi "De Coração Pra Coração", de Roberto Carlos, dois anos depois da dupla participar do Roberto Carlos Especial e cantar essa música junto com o Rei.

## Faixas
| N.º | Título                               | Compositor(es)                                         | Duração |  |
| 1.  | "Faz Um Ano"                         | Miltinho Rodrigues                                     | 3:35    |  |
| 2.  | "Tenho Ciúme de Tudo"                | Waldir Machado                                         | 3:21    |  |
| 3.  | "Será Que Eu Sou"                    | Moacyr Franco / Marcos Silvestre                       | 3:30    |  |
| 4.  | "O Último Julgamento"                | Léo Canhoto                                            | 3:56    |  |
| 5.  | "Galopeira (Galopera)"               | Mauricio Cardoso Ocampo (versão: Pedro Bento)          | 3:25    |  |
| 6.  | "Cheiro de Relva"                    | José Fortuna / Dino Franco                             | 3:06    |  |
| 7.  | "Manhã de Sol"                       | Odilson de Souza                                       | 3:38    |  |
| 8.  | "Adeus Solidão (Pickin' Up Pebbles)" | Johnny Curtis (versão: Newton Miranda)                 | 354     |  |
| 9.  | "O Que Mais Você Quer de Mim"        | Meirecler / Manoel Pinto                               | 4:53    |  |
| 10. | "Terra Querida"                      | Nenete / Francisco Lacerda                             | 3:21    |  |
| 11. | "De Coração Pra Coração"             | Mauro Motta / Robson Jorge / Lincoln Olivetti / Isolda | 4:51    |  |